# Volleyball Club Cheseaux 2018-2019
Questa voce raccoglie le informazioni riguardanti il Volleyball Club Cheseaux nella stagione 2018-2019.

## Organigramma societario
Area direttiva
- Presidente: Alberto Angeretti

Area tecnica
- Allenatore: Teemu Oksanen
- Secondo allenatore: Doris Stierli

Area sanitaria
- Medico: Gilles Imboden
- Fisioterapista: Thomas Schillinger

## Rosa
| N° | Nome               | Ruolo | Data di nascita   | Nazionalità sportiva |
| -- | ------------------ | ----- | ----------------- | -------------------- |
| 1  | Livia Casto        | O     | 21 settembre 1999 | Svizzera             |
| 2  | Cassidy Baird      | S     | 14 ottobre 1995   | Stati Uniti          |
| 3  | Sarah Schmid       | C     | 14 gennaio 1994   | Stati Uniti          |
| 4  | Julie Monge        | L     | 29 febbraio 2004  | Svizzera             |
| 5  | Aleksandra Arsovic | S     | 8 aprile 1995     | Canada               |
| 6  | Pauline Simic      | S     | 23 dicembre 1998  | Svizzera             |
| 7  | Marine Hämmerli    | L     | 30 maggio 1994    | Svizzera             |
| 8  | Sarah Decurtins    | O     | 21 agosto 1997    | Svizzera             |
| 10 | Oriane Hämmerli    | P     | 30 gennaio 1996   | Svizzera             |
| 11 | Marie Schnetzer    | C     | 26 febbraio 1997  | Svizzera             |
| 12 | Léonor Guyot       | P     | 17 maggio 1992    | Svizzera             |
| 14 | Tryphosa Oseghale  | C     | 24 aprile 1992    | Svizzera             |